# Potočka zijalka
Potóčka zijávka (tudi Potóčka zijálka [zijáwka]) je pomembno jamsko najdišče iz začetka mlajšega paleolitika (obdobje aurignacien / angl. Aurignacian). Ime je dobila po nekdanjem lastniku Potočniku. Leži na nadmorski višini 1675 metrov na zahodnem delu južnega pobočja gore Olševe. Pod Olševo se nahaja vas s starim imenom Sv. Duh (po tam stoječi cerkvi; danes Podolševa). Izpred Potočke zijavke je lep razgled na Kamniško -Savinjske Alpe in na Logarsko dolino. Pred 35.000 leti so jo kratek čas (10 - 100 let) obiskovali ledenodobni lovci. Ti so v brlogu jamskega medveda izvajali obrede plodnosti, kadar v njem ni bilo nevarne zveri. Vse kaže, da so jamskega medveda častili kot svojo totemsko žival. 

## O imenu najdišča[6]
Od nekdaj je bila oblika druge sestavine lastnega imena jame na Olševi zijavka. Tako je zapisano v Pleteršnikovem slovensko-nemškem slovarju iz leta 1895: poleg 'ženska, ki nepremično radovedno gleda' pomeni tudi 'die Kluft, der Felsenschlund, die Grotte', torej prepad ali jamo (v zemlji), usad, beseda pa je bila zapisana že v nekaj starejših slovenskih priročnikih in slovarjih, recimo v Cigaletovem nemško-slovenskem leta 1860 in v njegovi Terminologiji ter pri Janežiču. Zijavke so pri Pleteršniku tudi neke rože. Besede zijalka ta slovar ne pozna. 
Slovar slovenskega knjižnega jezika (SSKJ) iz leta 1991 ima geslo zijavka za žensko, poleg tega pa še drugo geslo zijavka z različico zijalka 'jama, votlina z daleč vidnim vhodom', ponazarjalni primeri pa so raziskati zijavko; iti, spustiti se v zijavko; nekdanji prebivalci zijavk / Potočka zijavka. 
Slovenski pravopis iz leta 2001 ima v slovarskem delu v geslu zijávec s slabšalnim pomenom 'radovedni opazovalec' zapisano še žensko ustreznico zijavka. O jami tu ne pove nič, je pa v slovarju zapisano: 'Potóčka zijálka -e -e ž, zem.(ljepisno) i.(me) (ọ́ á) |kraška jama v Olševi; arheološko najdišče|: v (Potočk) i (zijalk) i. Če pravopisni slovar nenadoma piše zijalka z l-jem (kar je čisto novo tudi glede na zijavka v tem istem slovarju, pač zaradi Srečka Brodarja, ki je uporabljal le obliko Potočka zijalka), pa je bilo zelo narobe, ker ne piše, da je treba izgovarjati [wk], ne pa [lk], kot sledi iz zapisa zijalka brez navedbe izjeme v oglatem oklepaju.
Rudolf Badjura je leta 1953 v knjigi Ljudska geografija: terensko izrazoslovje pisal (na straneh 295 in naprej) samo zijavka in seveda tudi Potočka zijavka, kritično pa je ocenil tudi zapisane opombe v Pleteršnikovem slovarju. 
Krajevni leksikon Slovenije: repertorij z uradnimi, topografskimi, zemljepisnimi, zgodovinskimi, kulturnimi, gospodarskimi in turističnimi podatki vseh krajev Slovenije (1968-1980) tudi uporablja le Potočka zijavka. 
Obrazilo -av imamo iz glagolov v knjižnih pridevnikih (besede niso nove, a brez njih ne gre) cagav, dobrikav, godrnjav, gubav, zaletav, jezikav, zijav itd., pa tudi iz samostalnikov v pridevnikih dlakav, hrapav, muhav, kilav, pegav itd. Iz mnogih od teh lahko z dodanim obrazilom -ec (s polglasnikom) naredimo poimenovanja za moške ali z obrazilom -ka poimenovanje za ženske. Tako kot je slinavka žleza, ki izloča slino, in hkrati ženska oblika od slinavec, kar je slabšalno 'mlad, nedorasel fant', ki se še slini, tako kot se dojenčki, je tudi zijavka jama in hkrati 'ženska, ki se (rada) kje zadržuje in si radovedno kaj ogleduje' (kot piše SSKJ); prenos je v obeh primerih dobro razviden. 
Res pa so novejše oblike iz glagolov na -ati (zijati, padati, brati itd) večinoma z obrazilom -alk, kar je Brodarju zakrilo prvotno trdno uveljavljeno obrazilo -avka; toda v knjižnem jeziku imamo ali bi imeli samostalnike šepavka, jezikavka, kujavka ne pa šepalka, jezikalka itd. To vse govori za obliko Potočka zijavka, pri kateri tudi ne bo omahovanja med izgovorom [lk] in [wk].

## Zgodovina raziskav
Prvi raziskovalec je bil Avstrijec Josef Carl Gross (mati Slovenka) doma iz Bele na Koroškem. Kot študent medicine je v letih 1926-1928 odkril človeške sledi v zaključku Potočke zijavke: ognjišče in ob njem koščeno konico. Izkopal je veliko kosti jamskih medvedov. Grossovo poročilo v rokopisu iz leta 1929 hrani Koroški deželni muzej v Celovcu.
Nelegalno kopanje v Potočki zijavki je Grossu preprečil Srečko Brodar, takrat profesor naravoslovja na celjski gimnaziji, ki je nadaljeval s kopanjem v letih 1928-1935. Brodar je izkopal 121 različno ohranjenih koščenih konic, 305 kamenih odbitkov, od tega približno 50 pravih kamenih orodij (retuširane kline in odbitki, praskala, vbadala). Posebnost predstavlja 8 piščali, ki so bile izdelane iz čeljustnic jamskega medveda. V glavnih kulturnih slojih je Brodar izkopal 20 kurišč. Izkopal je tudi nepregledno količino kosti jamskih medvedov in neznatno število kosti, ki so pripadale drugim živalskim vrstam (40 vrst). Kosti jamskega medveda predstavljajo 99,9 odstotka vseh odkritih živalskih vrst v Potočki zijavki. 
Ker je bilo Brodarjevo paleontološko gradivo v zadnjih dneh II. svetovne vojne ob zavezniškem bombardiranju Celja uničeno, so v letih 1997-2000 v Potočki zijavki potekala izkopavanja slovensko-avstrijske raziskovalne skupine (Vida Pohar, Martina Pacher, Gernot Rabeder). Z izkopavanji so predvsem želeli pridobiti kosti jamskega medveda za nadaljnje preiskave. Ob tem so našli dve koščeni konici in nekaj kamenih odbitkov/orodij. 
Leta 2012 je v Potočki zijavki raziskoval Boštjan Odar. Za razliko od predhodnikov ni v njej kopal, temveč je že prekopane jamske usedline iz časa Brodarjevih izkopavanj dal prenesti v Solčavo, kjer so bile sprane na sitih. Tako so bili najdeni spregledani izdelki: 5 drobnih kamenih klinic, 5 koščenih konic, rumena okra (barvilo), z vrezi okrašen skrilavec (morda del nakita). 
Najdbe danes hrani Pokrajinski muzej Celje. Stalna razstava Potočka zijalka je postavljena v Gostišču in muzeju Firšt v Logarski dolini.